# محمود السيسي
محمود عبد الفتاح السيسي، هو نجل الرئيس المصري عبد الفتاح السيسي وأحد ضباط جهاز المخابرات العامة المصرية.

## سيرته
هو ثاني أنجال الرئيس عبد الفتاح السيسي من زوجته انتصار عامر. حصل على بكالوريوس العلوم العسكرية من الكلية الحربية دفعة 97 حربية في عام 2003 بتقدير عام جيد جدا، وحصل على زمالة كلية الحرب العليا من أكاديمية ناصر العسكرية العليا. التحق بسلاح المشاة ميكانيكا بالجيش الثاني الميداني، وتحديدا تأمين الخط الملاحي لقناة السويس. وفي عام 2009 التحق بجهاز المخابرات العامة.

## حياته الشخصية
متزوج من نهى التهامي، ابنة محمد فريد التهامي رئيس المخابرات العامة وهيئة الرقابة الإدارية الأسبق.